# نجمي أوناريجي
نجمي أوناريجي (بالتركية: Necmi Onarıcı)‏، من مواليد 2 نوفمبر 1925، وتوفي بتاريخ 1ذ أغسطس 1968، وهو لاعب كرة قدم تركي سابق، وكان يلعب مركز مهاجم، ولعب في 3 أندية، ومنها فنربخشة ووفاء.